# Hanna (województwo lubelskie)
Hanna – wieś w Polsce, w Zaklęsłości Sosnowickiej, położona w województwie lubelskim, w powiecie włodawskim, w gminie Hanna. Leży nad rzekami Hanką oraz Bugiem, naprzeciwko białoruskiej miejscowości Podłuże. Przez miejscowość przebiega droga wojewódzka nr 816.
| SIMC    | Nazwa      | Rodzaj    |
| ------- | ---------- | --------- |
| 0012196 | Kolady     | część wsi |
| 0012204 | Komarówka  | część wsi |
| 0012210 | Osieńczuki | część wsi |
| 0012227 | Rynek      | część wsi |
| 0012233 | Tyśniwne   | część wsi |
| 0012240 | Wojnicze   | część wsi |

Wieś jest sołectwem, siedzibą  w gminy Hanna. Według Narodowego Spisu Powszechnego z roku 2011 wieś liczyła 719 mieszkańców.
W latach 1954–1972 wieś należała i była siedzibą władz gromady Hanna. W latach 1975–1998 administracyjnie należała do województwa bialskopodlaskiego.
Dawniej miasto magnackie położone w końcu XVIII wieku w powiecie brzeskolitewskim województwa brzeskolitewskiego.  Prawa miejskie Hanna utraciła 20 marca 1821.

## Historia

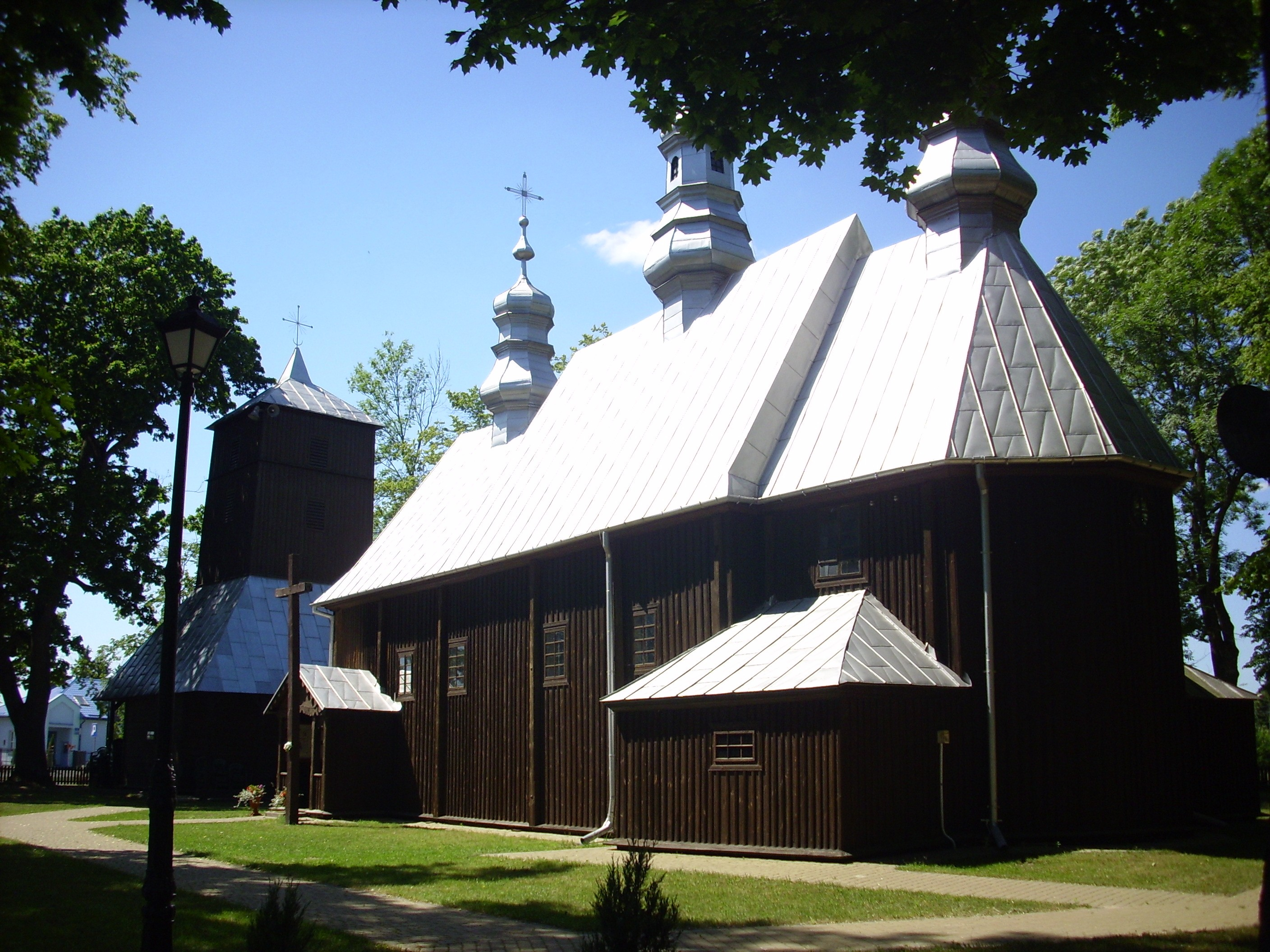
Dawna cerkiew

Pierwsza wzmianka o Hannie pochodzi z 1546, kiedy to Bohdan Bohowityn lokował ją na prawie magdeburskim. Od XVII w. weszła w skład ordynacji nieświeskiej rodu Radziwiłłów. Zgodnie z tradycją, nazwa miejscowości pochodzi od Anny Jagiellonki, która podróżując na Ruś zatrzymała się tu na nocleg. Ponieważ została dobrze przyjęta, pozwoliła mieszkańcom osady nazwać ją swoim imieniem. W miejscowej gwarze imię Anna nabrało brzmienia Hanna.
W 1739 wybudowano w Hannie cerkiew, uposażoną w 1750 przez Hieronima Floriana Radziwiłła. Obecnie kościół rzymskokatolicki – siedziba parafii pw. Świętych Piotra i Pawła w dekanacie Włodawa.

## Sport

### LZS Hanna
Do 1994 roku we wsi działał klub piłkarski LZS Hanna (Ludowy Zespół Sportowy Hanna). Największym osiągnięciem piłkarzy LZS Hanna były występy w bialskopodlasko – siedleckiej klasie międzywojewódzkiej (czwarty poziom rozgrywek piłkarskich) w sezonie 1991/1992 oraz w bialskiej klasie okręgowej w sezonach: 1992/93 i 1993/94.

### Bug Hanna
Obecnie we wsi działa powstały w 2009 roku Gminny Ludowy Klub Sportowy Bug Hanna, który w sezonie 2025/2026 występuje w IV lidze, w grupie lubelskiej.